# Corus lesnei
Corus lesnei là một loài bọ cánh cứng trong họ Cerambycidae.